# Taniike Yohei
Yohei Taniike (sinh ngày 5 tháng 4 năm 1977) là một cầu thủ bóng đá người Nhật Bản.

## Sự nghiệp câu lạc bộ
Yohei Taniike đã từng chơi cho Vissel Kobe, Tokushima Vortis, Tochigi SC và Sony Sendai.